# Buda (Illinois)
Buda es una villa ubicada en el condado de Bureau en el estado estadounidense de Illinois. En el Censo de 2010 tenía una población de 538 habitantes y una densidad poblacional de 206,69 personas por km².

## Geografía
Buda se encuentra ubicada en las coordenadas 41°19′45″N 89°40′45″O / 41.32917, -89.67917. Según la Oficina del Censo de los Estados Unidos, Buda tiene una superficie total de 2.6 km², de la cual 2.6 km² corresponden a tierra firme y (0%) 0 km² es agua.

## Demografía
Según el censo de 2010, había 538 personas residiendo en Buda. La densidad de población era de 206,69 hab./km². De los 538 habitantes, Buda estaba compuesto por el 96.28% blancos, el 0.19% eran afroamericanos, el 0% eran amerindios, el 1.3% eran asiáticos, el 0% eran isleños del Pacífico, el 0.74% eran de otras razas y el 1.49% pertenecían a dos o más razas. Del total de la población el 1.12% eran hispanos o latinos de cualquier raza.